# Francesc Antich
Francesc Antich Oliver (Caracas, 28 de novembro de 1958 – Maiorca, 2 de janeiro de 2025) foi um político espanhol, membro do Partido Socialista Operário Espanhol. Foi Presidente do Governo das Ilhas Baleares em duas oportunidades: entre 1999 e 2003, e 2007 e 2011. Desde 2015, foi senador nas Cortes Gerais por designação do Parlamento das Ilhas Baleares.

## Morte
Antich morreu em 2 de janeiro de 2025, aos 66 anos, em Maiorca devido a um câncer.